# Krownica
Krownica – dawny zaścianek. Tereny, na których leżał, znajdują się obecnie na Białorusi, w obwodzie witebskim, w rejonie głębockim, w sielsowiecie Psuja.
Inna nazwa miejscowości – Krewnica.

## Historia
W czasach zaborów zaścianek w powiecie borysowskim w guberni mińskiej Imperium Rosyjskiego.
W dwudziestoleciu międzywojennym zaścianek leżał w Polsce, w województwie wileńskim, w powiecie duniłowickim, od 1926 w powiecie dziśnieńskim, w gminie Tumiłowicze, a następnie w gminie Hołubicze.
Według Powszechnego Spisu Ludności z 1921 roku zamieszkiwało tu 15 osób, 12 było wyznania rzymskokatolickiego, a 3 prawosławnego. Jednocześnie 12 mieszkańców zadeklarowało polską przynależność narodową, a 3 białoruską. Były tu 3 budynki mieszkalne. W 1931 w 3 domach zamieszkiwało 10 osób.
Wierni należeli do parafii rzymskokatolickiej w Bobrowszczyźnie i prawosławnej w Hołubiczach. Miejscowość podlegała pod Sąd Grodzki w Głębokiem i Okręgowy w Wilnie; właściwy urząd pocztowy mieścił się w Hołubiczach.